# Juicio de Steve Jackson Games, Inc. contra el Servicio Secreto de los Estados Unidos
El juicio de Steve Jackson Games, Inc. contra el Servicio Secreto de los Estados Unidos surgió de una redada en 1990 por parte del Servicio Secreto en la sede de Steve Jackson Games (SJG) en Austin, Texas. La redada, junto con la Operación Sundevil del Servicio Secreto, no relacionada con este caso, influyó en la creación de la Fundación Frontera Electrónica.

## Redada
En octubre de 1988, la compañía estadounidense de telecomunicaciones BellSouth se enteró de que un documento patentado relacionado con su sistema 9-1-1 había sido publicado en un sistema de tablones de anuncios (Bulletin Board System, BBS) en Illinois. Esto le fue informado al Servicio Secreto en julio de 1989. En febrero de 1990, el Servicio Secreto descubrió que el documento había sido publicado en el BBS "Phoenix" en Austin, Texas, que era operado por Loyd Blankenship, quien en ese momento era empleado de SJG y moderador del propio BBS de la empresa, "Illuminati". El Servicio Secreto creyó que había una causa probable para registrar los ordenadores pertenecientes a Blankenship y a su empleador, y el 28 de febrero se emitió una orden de registro.
El Servicio Secreto ejecutó la orden contra SJG el 1 de marzo de 1990. Se incautaron tres ordenadores de SJG, junto con más de 300 disquetess. En el contenido incautado estaba la copia maestra de GURPS Cyberpunk, un juego de rol escrito por Blankenship con SJG que estaban a punto de lanzar. El servidor "Illuminati" incluía correos electrónicos personales privados de y hacia los empleados de SJG. El material fue devuelto en junio de 1990.

## Juicio
SJG demandó al Servicio Secreto por daños y perjuicios derivados de la pérdida de ingresos mientras las computadoras estaban bajo su custodia. Steve Jackson y otros tres empleados también demandaron por invasión de la privacidad, alegando que las incautaciones eran ilegales según la Ley de Protección de la Privacidad de 1980, la Ley de Privacidad de las Comunicaciones Electrónicas y la Ley de Comunicaciones Almacenadas. Loyd Blankenship no participó en los pleitos.  El caso llegó a juicio en 1993 en el Tribunal del Distrito Oeste de Texas. SJG estuvo representada por la empresa de Austin de George, Donaldson & Ford, mientras que el abogado principal fue Pete Kennedy. SJG ganó dos de los tres cargos y recibió 50,000 dólares por daños legales y 250,000 dólares en honorarios de abogados. No se concedieron daños compensatorios. El juez dijo que Steve Jackson tenía poca participación en SJG en el momento de la redada, que la compañía estaba cerca de la bancarrota según el Capítulo 11 de la Ley de Quiebras de los Estados Unidos, y que la participación renovada de Jackson a raíz de la redada había cambiado la suerte de la compañía. El juez reprendió al Servicio Secreto, calificando la preparación de la orden como "descuidada", sugiriendo que necesitaban una "mejor educación" con respecto a los estatutos pertinentes, y apreció que no tenían ninguna base para sospechar de alguna irregularidad de SJG. El tercer cargo, relacionado con la interceptación de correo electrónico, fue confirmado en octubre de 1994 por el Tribunal de Apelaciones del Quinto Circuito. La Fundación de la Frontera Electrónica fue un amicus curiae en la apelación.
Aunque la redada no fue parte de la Operación Sundevil, este esfuerzo policial, que duró dos años, tiene una imagen empañada debido a la falta de enjuiciamientos exitosos y procedimientos cuestionables. El libro del GURPS Cyberpunk enumera "Comentarios no solicitados: El Servicio Secreto de los Estados Unidos" en su página de créditos.